# Copa Conmebol 1992
Die Copa Conmebol 1992 war die 1. Ausspielung des südamerikanischen Vereinsfußballwettbewerbs, der mit dem europäischen UEFA-Cup vergleichbar war. Es nahmen 16 Mannschaften teil. Der brasilianische Vertreter Atlético Mineiro gewann das Finale gegen Club Olimpia aus Paraguay.
Torschützenkönig wurde der Brasilianer Aílton von Sieger Atlético Mineiro mit sechs Treffern.

## 1. Runde
|                           | Gesamt          |                             | Hinspiel | Rückspiel |
| ------------------------- | --------------- | --------------------------- | -------- | --------- |
| CA Vélez Sarsfield        | 0:2             | Deportivo Español           | 0:0      | 0:2       |
| Atlético Junior           | 7:0             | Marítimo Caracas            | 6:0      | 1:0       |
| Oriente Petrolero         | 0:5             | Club Olimpia                | 0:4      | 0:1       |
| Peñarol Montevideo        | 1:1 (7:6 i. E.) | Danubio FC                  | 0:0      | 1:1       |
| CD O’Higgins              | 0:2             | Gimnasia y Esgrima La Plata | 0:0      | 0:2       |
| Universitario de Deportes | 2:6             | CD El Nacional              | 1:3      | 1:3       |
| CA Bragantino             | 3:3 (6:7 i. E.) | Grêmio Porto Alegre         | 2:2      | 1:1       |
| Fluminense Rio de Janeiro | 3:6             | Atlético Mineiro            | 2:1      | 1:5       |

## Viertelfinale
|                     | Gesamt          |                             | Hinspiel | Rückspiel |
| ------------------- | --------------- | --------------------------- | -------- | --------- |
| Club Olimpia        | 0:0 (4:3 i. E.) | Deportivo Español           | 0:0      | 0:0       |
| Grêmio Porto Alegre | 2:4             | CD El Nacional              | 1:0      | 1:4       |
| Peñarol Montevideo  | 1:3             | Gimnasia y Esgrima La Plata | 0:0      | 1:3       |
| Atlético Junior     | 2:5             | Atlético Mineiro            | 2:2      | 0:3       |

## Halbfinale
|                | Gesamt          |                             | Hinspiel | Rückspiel |
| -------------- | --------------- | --------------------------- | -------- | --------- |
| Club Olimpia   | 0:0 (3:0 i. E.) | Gimnasia y Esgrima La Plata | 0:0      | 0:0       |
| CD El Nacional | 1:2             | Atlético Mineiro            | 1:0      | 0:2       |

## Finale

### Hinspiel
| Atlético Mineiro                                           | Atlético Mineiro | Club Olimpia | Club Olimpia |
| ---------------------------------------------------------- | --- | --- | ------------ |
| Atlético Mineiro                                           | \| 16. September 1992 in Belo Horizonte, Brasilien (Mineirão) \| \| Ergebnis: 2:0 (1:0) \| \| Zuschauer: 60.100 \| \| Schiedsrichter: Hernán Silva ( Chile) \| | \| 16. September 1992 in Belo Horizonte, Brasilien (Mineirão) \| \| Ergebnis: 2:0 (1:0) \| \| Zuschauer: 60.100 \| \| Schiedsrichter: Hernán Silva ( Chile) \|                                                                                                   | Club Olimpia |
| Atlético Mineiro                                           | João Leite – Alfinete, Luís Eduardo, Ryuler, Paulo Roberto, Éder Lopes, Moacir, Negrini, Sérgio Araújo, Aílton, Claudinho Cheftrainer: Procópio Cardoso        | Sergio Goycochea – Virginio Cáceres, Mario César Ramírez, Isidro Núñez, Silvio Suárez, Adolfo Jara, Vidal Sanabria, Jorge Luis Campos, Gabby Chaves (Justo Javier Meza), Raúl Vicente Amarilla (Adriano Samaniego), Miguel Sanabria Cheftrainer: Roberto Perfumo | Club Olimpia |
| Atlético Mineiro                                           | 1:0 Negrini (30.) 2:0 Negrini (58.) | | Club Olimpia |
| 16. September 1992 in Belo Horizonte, Brasilien (Mineirão) | | |              |
| Ergebnis: 2:0 (1:0)                                        | | |              |
| Zuschauer: 60.100                                          | | |              |
| Schiedsrichter: Hernán Silva ( Chile)                      | | |              |

### Rückspiel
| Club Olimpia                                                       | Club Olimpia | Atlético Mineiro | Atlético Mineiro |
| ------------------------------------------------------------------ | --- | --- | ---------------- |
| Club Olimpia                                                       | \| 23. September 1992 in Asunción, Paraguay (Estadio Manuel Ferreira) \| \| Ergebnis: 1:0 (0:0) \| \| Zuschauer: 23.000 \| \| Schiedsrichter: Ernesto Filippi ( Uruguay) \|                                                                                | \| 23. September 1992 in Asunción, Paraguay (Estadio Manuel Ferreira) \| \| Ergebnis: 1:0 (0:0) \| \| Zuschauer: 23.000 \| \| Schiedsrichter: Ernesto Filippi ( Uruguay) \|                  | Atlético Mineiro |
| Club Olimpia                                                       | Sergio Goycochea – Virginio Cáceres (Justo Javier Meza), Mario César Ramírez, Isidro Núñez, Silvio Suárez, Adolfo Jara, Vidal Sanabria, Jorge Luis Campos (Mauro Caballero), Gabby Chaves, Miguel Sanabria, Adriano Samaniego Cheftrainer: Roberto Perfumo | João Leite – Alfinete, Luís Eduardo, Ryuler, Paulo Roberto, Éder Lopes, Moacir, Negrini (André Figueiredo), Sérgio Araújo, Aílton (Toninho Pereira), Claudinho Cheftrainer: Procópio Cardoso | Atlético Mineiro |
| Club Olimpia                                                       | 1:0 Mauro Caballero (89.) | | Atlético Mineiro |
| 23. September 1992 in Asunción, Paraguay (Estadio Manuel Ferreira) | | |                  |
| Ergebnis: 1:0 (0:0)                                                | | |                  |
| Zuschauer: 23.000                                                  | | |                  |
| Schiedsrichter: Ernesto Filippi ( Uruguay)                         | | |                  |